# 君谷村
君谷村（きみだにむら）は、島根県邑智郡にあった村。現在の邑智郡美郷町の一部にあたる。

## 地理
- 河川：君谷川[1]

## 歴史
- 1889年（明治22年）4月1日、町村制の施行により、邑智郡京覧原村、内田村、地頭所村、久喜原村、惣森村、小林村、小松地村、志君村、別府村、櫨谷村、吾郷村（一部、字湊）、小谷村（一部、字本郷）が合併して村制施行し、君谷村が発足[1][2]。
- 1955年（昭和30年）2月1日、邑智郡吾郷村、粕淵町、浜原村、沢谷村と合併し、邑智町を新設して廃止された[1][2]。

## 産業
- 農業、林業、木炭[1]。